# Championnat de Yougoslavie de football 1958-1959
Navigation
Saison précédente Saison suivante
La saison 1958-1959 du Championnat de Yougoslavie de football était la trentième édition du championnat de première division en Yougoslavie. Les douze meilleurs clubs du pays prennent part à la compétition et sont regroupées en une poule unique où chaque formation affronte deux fois ses adversaires, à domicile et à l'extérieur. En fin de saison, les deux derniers du classement sont relégués et remplacés par les deux meilleures équipes de deuxième division.
C'est le club de l'Étoile rouge de Belgrade qui remporte la compétition, en terminant en tête du classement final, à égalité de points mais une meilleure différence de buts que le Partizan Belgrade. Le FK Vojvodina Novi Sad complète le podium, à un point du duo de tête. C'est le 5e titre de champion de Yougoslavie de l'histoire du club, qui réussit même le doublé en s'imposant en finale de la Coupe de Yougoslavie face au Partizan Belgrade.

## Les clubs participants
| - Partizan Belgrade - Dinamo Zagreb - Étoile rouge de Belgrade - Hajduk Split - FK Vojvodina Novi Sad - NK Rijeka - Promu de D2 | - Velez Mostar - FK Radnički Jugopetrol Belgrade - FK Zeljeznicar Sarajevo - Buducnost Titograd - FK Sarajevo - Promu de D2 - FK Vardar Skopje |

## Compétition

### Classement
Le classement est effectué en utilisant le barème classique (victoire à 2 points, match nul un point, défaite zéro point).
| Rang | Équipe                          | Pts | J  | G  | N | P  | Bp | Bc | Diff |
| ---- | ------------------------------- | --- | -- | -- | - | -- | -- | -- | ---- |
| 1    | Étoile rouge de Belgrade (C)    | 31  | 22 | 14 | 3 | 5  | 50 | 19 | +31  |
| 2    | Partizan Belgrade               | 31  | 22 | 14 | 3 | 5  | 39 | 29 | +10  |
| 3    | FK Vojvodina Novi Sad           | 30  | 22 | 13 | 4 | 5  | 47 | 22 | +25  |
| 4    | FK Radnički Jugopetrol Belgrade | 22  | 22 | 9  | 4 | 9  | 35 | 27 | +8   |
| 5    | Dinamo Zagreb (T)               | 22  | 22 | 9  | 4 | 9  | 35 | 28 | +7   |
| 6    | Velez Mostar                    | 22  | 22 | 10 | 2 | 10 | 35 | 38 | -3   |
| 7    | Hajduk Split                    | 21  | 22 | 7  | 7 | 8  | 33 | 35 | -2   |
| 8    | NK Rijeka (P)                   | 20  | 22 | 8  | 4 | 10 | 29 | 44 | -15  |
| 9    | Buducnost Titograd              | 19  | 22 | 7  | 5 | 10 | 25 | 41 | -16  |
| 10   | FK Sarajevo (P)                 | 18  | 22 | 7  | 4 | 11 | 25 | 36 | -11  |
| 11   | FK Željezničar Sarajevo         | 17  | 22 | 7  | 3 | 12 | 26 | 35 | -9   |
| 12   | FK Vardar Skopje                | 11  | 22 | 4  | 3 | 15 | 23 | 47 | -24  |

|  | Qualification pour la Coupe d'Europe des clubs champions 1959-1960                                |
|  | Qualification pour la Coupe Mitropa 1959                                                          |
|  | Relégation directe en deuxième division                                                           |
|  | (T) : Tenant du titre (C) : Vainqueur de la Coupe de Yougoslavie (P) : Promu de deuxième division |

## Bilan de la saison
| Championnat de Yougoslavie de football 1958-1959                        |                                     |
| Champion                                                                | Étoile rouge de Belgrade (5e titre) |
| Coupes et trophées                                                      |                                     |
| Vainqueur de la Coupe de Yougoslavie 1958-1959                          | Étoile rouge de Belgrade            |
| Qualifications continentales                                            |                                     |
| Coupe d'Europe des clubs champions 1959-1960                            | Étoile rouge de Belgrade            |
| Coupe Mitropa 1959                                                      | FK Vojvodina Novi Sad               |
| Coupe Mitropa 1959                                                      | Partizan Belgrade                   |
| Promotions et relégations                                               |                                     |
| Promus en Prva Liga                                                     | OFK Belgrade                        |
| Promus en Prva Liga                                                     | FK Sloboda Tuzla                    |
| Relégués en Championnat de Yougoslavie de football de deuxième division | FK Zeljeznicar Sarajevo             |
| Relégués en Championnat de Yougoslavie de football de deuxième division | FK Vardar Skopje                    |